# Hideji Oda
En Hideji Oda (小田ひで次, Oda Hideji, nacut el 1962 a Iwata, Prefectura de Shizuoka, Japó} és un mangaka que es dedica a fer històries de caràcter fantàstic, algunes de les quals amb una bona càrrega de metàfores.
Va rebre classes a una escola de disseny abans d'aventurar-se en el món del còmic, en el qual s'inicià el 1984. El 1991 va començar a publicar a la revista Afternoon. Un any més tard, hi va donar inici a la seva primera obra que seria publicada en tom: Kakusan. Malgrat constar només de dos toms, la publicació s'allargà durant set anys, entre altres motius perquè paral·lelament a la seva feina de mangaka, l'Oda exerceix com a massatgista. Des d'aleshores, ha continuat dibuixant mangues de poca durada en diferents revistes.
Cal destacar que el seu manga Miyori no Mori fou adaptat el 2008 en un film d'animació amb un pressupost de 210 milions de iens. S'han traduït algunes de les seves obres en quatre llengües: francès, italià, castellà i anglès.

## Obra
- Kakusan (拡散, lit. « Difusió »}, Kōdansha 1992-1999, 2 toms.
- Coo no Sekai (クーの世界, lit. « El món d'en Coo») Kōdansha 2000, 2 toms.
- Miyori no mori (ミヨリの森, lit. « El bosc de la Miyori »), Akita Shōten 2004-2008, 3 toms.
- Yume no Akichi (夢の空地, lit. « El Solar dels Somnis ») Asukashinsha 2005, tom únic, seqüela de Coo no Sekai.
- Heisei Mangaka Jitsuzai Monogatari: Ohayou Hideji-kun!  (平成マンガ家実存物語 おはようひで次くん!, lit. «La Vida d'un Mangaka de l'Era Heisei: Bon dia, Hideji»}, Kōdansha 2006, 2 toms.
- Tenori Mammoth Mou-chan (手乗りマンモスのモウちゃん, lit. « Passejant amb el Mamut Mou ») Kôdansha 2008, un tom publicat.